# Лесев
Лесев (пол. Lesiew) — село в Польщі, у гміні Біла-Равська Равського повіту Лодзинського воєводства.
Населення — 47 осіб (2011).
У 1975-1998 роках село належало до Скерневицького воєводства.

## Демографія
Демографічна структура станом на 31 березня 2011 року:
|          | Загалом | Допрацездатний вік | Працездатний вік | Постпрацездатний вік |
| -------- | ------- | ------------------ | ---------------- | -------------------- |
| Чоловіки | 27      | 7                  | 16               | 4                    |
| Жінки    | 20      | 3                  | 9                | 8                    |
| Разом    | 47      | 10                 | 25               | 12                   |